# Société par actions simplifiée
Die Société par actions simplifiée (SAS, französisch für Vereinfachte Aktiengesellschaft) ist eine französische Form der Aktiengesellschaft. Sie wurde 1994 eingeführt und ist in den Artikeln L227-1 bis L227-19 sowie in den Artikeln R227-1 bis R227-2 des Code de commerce (französisches Handelsgesetzbuch) kodifiziert.
Die SAS besteht aus mindestens zwei Aktionären. Eine Unterform davon ist die Société par actions simplifiée unipersonnelle (SASU). Diese kann sogar nur von einer einzigen Person gegründet werden.
Das Gesetz vom 15. Mai 2001 führte zu einer größeren Flexibilität der Gestaltungsmöglichkeiten dieser Rechtsform, da zeitgleich die formellen Anforderungen zur Gründung einer ordentlichen Aktiengesellschaft nach französischem Recht (S.A.) verschärft wurden.

## Vorteile
Der hauptsächliche Vorteil einer SAS liegt darin, dass die Statuten sehr flexibel geregelt werden können, da es nur wenige zwingende Vorschriften gibt. Weiterhin unterliegt die Gesellschaft nicht den strikten Mitteilungs- und Transparenzpflichten wie die ordentliche Aktiengesellschaft. Allerdings dürfen ihre Aktien auch nicht an der Börse notiert werden. Im Vergleich zur ordentlichen Aktiengesellschaft S.A., die mindestens sieben Aktionäre braucht, genügen bei der SAS zwei Aktionäre. Zudem ist die Gründung einer Einpersonengesellschaft (bezeichnet als SASU – société par actions simplifiée unipersonnelle) möglich.
Die SAS ist eine interessante Alternative für ausländische Investoren, die eine Tochtergesellschaft in Frankreich gründen möchten. Bekannte Unternehmen in dieser Rechtsform sind die Airbus-Group-Töchter Airbus und Airbus Helicopters, der Mode- und Kosmetikkonzern Chanel sowie der Bergsportausrüster Petzl.

## Gründung
Die SAS unterliegt den allgemeinen Gründungsvoraussetzungen, wie sie rechtsformneutral für alle Gesellschaften vorgegeben sind. Das bedeutet, dass ein Gesellschaftsvertrag geschlossen werden muss, der allerdings auch privatschriftlich verfasst werden kann. Die Satzung muss die Mindestangaben gem. Artikel L210-2 C. com. sowie die für die Aktiengesellschaft gem. den Artikeln L225-14, L225-16 und R224-2 C. com. vorgeschriebenen Angaben erfassen. Daneben erhalten die Artikel L227-5 und L227-9 C. com. noch spezielle Vorgaben für die SAS. Auch die Eintragung in das zuständige Register ist weitgehend rechtsformunabhängig ausgestaltet. Die Gründungskosten hängen vor allem davon ab, wie individuell die Satzung ausgearbeitet wird.

## Organe der Gesellschaft
Große Freiheit besteht für die Gesellschafter mit Blick auf die Ausgestaltung der  Organe der Gesellschaft. Zwingend vorgeschrieben ist bezüglich der Geschäftsführung der SAS, dass ein Président ‚Präsident‘ bestellt werden muss. Das Amt kann sowohl von einer juristischen als auch einer natürlichen Person übernommen werden. Der Präsident besitzt Vertretungsbefugnis. Neben dem Präsidenten können Generaldirektoren (Directeur Général) bestimmt werden.

## Kapitalverfassung
Für die SAS ist kein Mindestkapital vorgeschrieben. Es können nicht nur Bar- und Sacheinlagen, sondern auch Dienstleistungen und technisches Know-how eingebracht werden.

## Auflösung
Für die SAS gelten die rechtsformneutralen Auflösungsgründe, die in Artikel 1844-7 C. civ. geregelt sind.